# ルアルアチャンネル
『ルアルアチャンネル』は、2014年10月6日からサンテレビジョンで放送されている釣り番組。関西圏中心の季節の釣り物を紹介する釣り番組。

## 概要

### 『ルアルアチャンネル』
「ルアルアチャンネル」は、2014年当時、釣りガールという、釣りの業界の、全国的ムーブメントとなった「女子だって釣りをたのしみたい」という女子の釣場進出と、ゲーム性の高い海のルアーフィッシングの躍進という2つの話題をミックスしてスタートした釣り情報番組。
釣女ちゃこ、河原さゆり、ペルビー貴子の3人の女性レポーターが、毎週交代で、日本を代表する海のルアーフィッシングアングラーとともに釣りの楽しさ、釣場での楽しさを伝えるだけでなく、釣りのHOW TOを体感、わかりやすく伝えるという内容となっている。
2015年4月からはサンテレビジョンのThe Hit、ビッグフィッシング、四季の釣りという看板番組の並ぶ「釣り番組のゴールデンタイム」の水曜22時30分からと枠移動、現在にいたる。
番組撮影エリアは関西圏中心ではあるが、島根県出雲、高知県、沖縄での撮影も行い、横浜からの東京湾の釣りにまでエリアを広げていった。その甲斐あって、2016年7月からテレビ神奈川での放送も決定、深夜枠ではあるものの番組放送開始。
また、ポイント制対決シリーズも人気の企画となっており、有名アングラーが敗者となるケースも多々ある。
1周年、100回放送など節目には、レポーター3人が集まり特別企画を行っている。
2018年11月、レポーター3人に新たな「妹」が誕生。4人のレポーターの出演となっている。
2020年10月7日、ペルビー貴子に代わる新たなレポーターとして、くわがた心が加わる。
2024年9月27日、釣女ちゃこが番組を卒業。

## 出演者

### 『レポーター』
- 釣女ちゃこ【卒業】
- 河原さゆり【卒業】
- ペルビー貴子【卒業】
- 高本采実(あやみん)
- くわがた心
- 山下うらん
- あやか

### 『主な登場アングラー』
重見典宏、広瀬達樹、杉原正浩、久保浩一、小沼正弥、吉崎　俊、豊西和典、森　貴浩、長尾泰任、他

## 放送時間
毎週水曜22:30 - 23:00放送を行っている。

## 主な放送回
- 2014年10月2日　サンテレビジョンにて月曜20時54分からの放送枠で第1回放送　(内容：大阪湾のタチウオジギング・アングラー：重見典宏)
- 2015年4月1日　サンテレビジョン水曜22時30分の放送枠変更
- 2015年10月7日　1周年記念をサンテレビジョンにて放送(内容：大阪湾のタチウオジギング・アングラー：重見典宏)。1周年記念は、第1回放送と同じ釣り人、同じ船、同じ釣り物で1年の成果を掛けたレポーター対決。
- 2016年7月7日　木曜27時00分　テレビ神奈川にて放送開始(内容：三重県尾鷲のイカメタル・アングラー：重見典宏)
- 2016年8月31日　放送　100回放送記念をサンテレビジョンにて放送(内容：和歌山県日高のショアジギング・アングラー：広瀬達樹、森貴浩)。100回放送記念はレポーター自らの判断で釣り道具をチョイスし対決。
- 2017年2月1日　放送　バスプロ・清水盛三が参加。
- 2017年2月15日　放送　女性では日本記録となるのではないかという34.5cmの黒メバルも釣れている。
- 2017年6月28日　放送　レポーターの釣具店店頭イベント終了後に3人が揃って撮影に出かけ対決するというイレギュラーな対決企画も放送した。
- 2017年11月1日　放送　3周年記念をサンテレビジョンにて放送(内容：淡路島のアジング・アングラー：長尾泰任)。3周年記念は豪華景品を掛けた、抜け駆け・裏切り・結託。欲と意地とプライドをかけたミリ単位のでの対決
- 2018年11月21日　放送　何の前触れもなく「高本采実(あやみん)」が新レポーターとして登場。『肛門全長』なる水産学コメントが飛び出す。
- 2019年6月26日　放送　河原さゆりが番組を卒業
- 2019年6月26日　放送　天候不順のためやむなく、念願のサンテレビ「四季の釣り」リレーロケを敢行。番組にフィッシングナビゲーター・伊丹　章　さん初登場
- 2019年7月5日　放送　テレビ愛媛にて放送開始
- 2020年10月7日 放送 「くわがた心」が新レポーターとして登場。
- 2021年2月10日 放送 ペルビー貴子が番組を卒業